# Марагаль, Жоан
Жоан Марагаль-и-Горина (кат. Joan Maragall i Gorina; 10 октября 1860, Барселона — 20 декабря 1911, Барселона) — каталонский поэт.

## Жизнь и творчество
Жоан Марагаль родился в богатой семье, в которой был младшим ребёнком (у него было три старших сестры). Отец мальчика, владелец текстильной фабрики, рассчитывал на то, что к Жоану со временем перейдёт управление производством. Однако в 1884 году юноша поступает на юридический факультет, и затем увлекается поэтическим и писательским творчеством. Даже став уже известным поэтом и журналистом, Ж.Марагаль постоянно находился в эпицентре конфликта интересов — между своей семьёй и собственной любовью к поэтическому творчеству. В политическом плане его симпатии принадлежали традиционному и консервативному, привязанному к католическим духовным ценностям, каталонскому национализму. В то же время поэт категорически не желал непосредственно участвовать в политической деятельности и отклонил предложения Энрика Прат де ла Рибы баллотироваться в парламент.
В 1891 году Ж.Марагаль женился на Кларе Нобле, в этом браке у них родились 13 детей. Среди его сыновей — известный скульптор Эрнест Марагаль-и-Нобле. Паскуаль Марагаль, внук Ж.Марагаля, в 1982—1997 годы занимал пост мэра Барселоны, а в 2003—2006 был председателем каталонского регионального правительства. Другой его внук, Эрнест Марагаль-и-Мира, в настоящее время — министр образования в каталонском правительстве.
Свои сочинения Ж.Марагаль писал преимущественно на каталанском языке, иногда — на испанском. В 1881 году его стихотворение В его комнате (Dins sa cambra) получило приз на барселонском Цветочном празднике (Flor Natural). Впоследствии удостаивался наград на Цветочных играх также в 1894, 1896, 1904 и в 1910 годах. Начиная с 1892 года он становится одним из зачинателей движения по обновлению каталонской культуры, её модернизации. Являлся автором многих статей по вопросам культуры в современной каталонской прессе.
Ж.Марагаль был также автором художественных переводов произведений мировой классики на каталанский язык — из Гомера, Шиллера, Гёте, Ницше, А.Доде, А.де Ламартина, Новалиса и др.
В честь Ж. Марагаля названы сады в Барселоне.

## Поэтические произведения (поэмы)
- La vaca cega (1893)
- Paternal (1893)
- Estrofes decadentistes (1894)
- Excèlsior (1895)
- Oda a Espanya (1898)
- Pirinenques (1902)
- Haidé (1906)

## Прижизненные антологии
- Poesies (1895)
- Visions & Cants (1900)
- Les disperses (1904)
- Enllà (1906)
- Seqüències (1911)